# Сторител
Storytel (Сторител) е шведска компания, предоставяща едноименната стриймингова услуга аудиокниги.
Услугата Storytel се предлага в 25 страни. Има над 1 млн. абонати по света през 2020 г.
Започва работа в България през 2017 г. Освен аудиокниги, се предлагат аудиосериали, подкасти, лекции и др.

## Услуга
Storytel представлява работеща по абонамент онлайн услуга, позволяваща да се слушат и четат книги чрез мобилно приложение в смартфон или лаптоп. Регистрацията за приложението може да стане с помощта на електрона поща или чрез авторизация през Facebook. Книгите са достъпни както в онлайн режим, так и офлайн при предварително зареждане на книгата. Предоставя се безплатен тестов период от 14 дни.

## История
Компанията Storytel е основана през 2005 г. от Йонас Теландер и Йон Хауксон под името Bokilur. През 2007 г. компанията сменя названието си на Storytel, за да стане международно разпознаваемо.
През 2009 г., заради бавния ръст на броя абонати и малкия доход, Йонас Теландер решава да участва в телевизионното шоу за предприемачи Draknästet. Като резултат на шоуто основателят на Insplanet и Mediaplanet International Ричард Баге влага в Storytel 1 млн крони, което подпомага развитието на компанията. Тази и други инвестиции позволяват на Storytel да купи няколко книжни издателства, което позволява достъп до правата върху произведения и преводи на световноизвестни автори.
След закупуването на издателството Massolit Media през 2015 г. Storytel става публична компания.
От 2014 г. Storytel работи в Дания и Нидерландия, от 2015 г. – в Норвегия, от 2016 г. – в Полша и Финландия. През същата 2014 г. е пуснато приложението за IPhone и е добавена функцията за синхронно превключване между аудиокнигата и електронния ѝ вариант.
През 2017 г. компанията купува датската услуга за книги Mofibo и става най-голямата в Северна Европа услуга за аудио- и електронни книги.
През 2018 г. Storytel се разширява на 7 нови пазара, сред които е и България.
По резултатите от третото тримесечие на 2019 г. постъпленията на компанията нарастват с 43 % в сравнение с аналогичния период от 2018 г.
По време на пандемията от COVID-19 броят на абонатите на Storytel по света се е увеличил 3 пъти.